# Distrito de Huambo (Rodríguez de Mendoza)
El distrito de Huambo es uno de los doce distritos de la Provincia de Rodríguez de Mendoza, ubicado en el Departamento de Amazonas, en el norte del Perú. Limita por el norte con el distrito de Longar; por el este con el distrito de San Nicolás, el distrito de Santa Rosa y el distrito de Totora; por el suroeste con el distrito de Limabamba y; por el noroeste con el distrito de Cochamal.
Desde el punto de vista jerárquico de la Iglesia católica forma parte del Diócesis de Chachapoyas.

## Historia
El distrito fue creado el 5 de febrero de 1875 mediante Ley sin número, en el gobierno del Presidente Manuel Pardo y Lavalle.

## Geografía
Abarca una superficie  de 99,56 km² y tiene una población estimada mayor a 3 000 habitantes. 
Su capital es el centro poblado de Huambo.

## Autoridades

### Municipales
- 2015 - 2018[2]
  - Alcaldesa: María Celsa Portocarrero Acosta, del Movimiento Regional Fuerza Amazonense.
- 2011 - 2014
  - Alcalde: José del Carmen Gutiérrez Araujo, Alianza Regional Juntos Por Amazonas (ARJPA).
- 2007 - 2010
  - Alcalde: Gilbert Trigoso Vargas.

### Religiosas
- Obispo de Chachapoyas: Monseñor Emiliano Antonio Cisneros Martínez, OAR.[3]